# Itavia
Aerolinee Itavia, plus connue comme Itavia, était une compagnie aérienne italienne, fondée en 1958 sous le nom de Air Navigation Company Itavia, et qui a cessé ses activités en 1980, à la suite de la tragédie d'Ustica dans laquelle un de ses DC-9 a été descendu en vol par un missile près de l'île d'Ustica en mer Tyrrhénienne.

## Histoire
Air Navigation Company Itavia voit le jour le 13 octobre 1958 et commence son exploitation en 1919 depuis sa base de Rome-Urbe avec un De Havilland Dove puis six De Havilland DH114 Heron.
Le 14 octobre 1960, le DH 114 Città di Genova (Ville de Gênes) de la compagnie, effectuant un vol Rome-Gênes (it), s'écrase sur l'île d'Elbe. L'accident entraîne l'arrêt des vols, qui ne reprennent qu'en 1962 sous le nouveau nom d'Aerolinee Itavia et avec des Douglas DC-3, la base étant transférée à l'aéroport de Rome-Ciampino.
Le 30 mars 1963 au soir, le vol Itavia 703 (it) effectuée par un Douglas DC-3 s'écrase sur les pentes de la Serra Lunga (it) (1 710 m), à Balsorano (province de l'Aquila) tuant les huit occupants de l'avion, cinq passagers et trois membres d'équipage.
En 1969, la compagnie reçoit ses premiers avions à réaction, des Fokker F28, suivis en 1971 de Douglas DC-9.
Le 1er janvier 1974, le vol Itavia 897, un Fokker F28 s'écrase en approche finale sur la piste 36 de l'aéroport de Turin-Caselle, faisant 38 morts parmi les 42 personnes à bord.
Le 27 juin 1980, un Douglas DC-9 effectuant le vol Bologne-Palerme d'Itavia s’abîme en mer Tyrrhénienne, près de l'île d'Ustica (nord de la Sicile) : c'est la tragédie d'Ustica, appelée en italien strage d'Ustica (massacre d'Ustica). Les 81 personnes à bord sont tuées. Les causes de la tragédie n'ont jamais été éclaircies. Après avoir envisagé la piste accidentelle, les enquêteurs ont fini par conclure que l'avion avait probablement été descendu par un missile air-air tiré par erreur par un avion qui n'est pas identifié lors d'un combat aérien entre des avions de l'OTAN et des MiG libyens qui auraient pu se cacher derrière le DC-9.
La compagnie aérienne, déjà lourdement endettée avant l'accident, a cessé ses activités le 10 décembre 1980. Le 31 juillet 1981, elle est placée en redressement judiciaire. Sa flotte et une partie du personnel ont été absorbées par la compagnie Aermediterranea (it), filiale d'Alitalia et d'Aero Trasporti Italiani.

## Appareils
La flotte d'avions utilisés entre 1959 et 1980 comprend :
- 1 De Havilland Dove ;
- 6 De Havilland DH114 Heron ;
- 4 Douglas DC-3 ;
- 5 Handley Page Dart Herald série 200 ;
- 1 Caravelle VI-R ;
- 14 Fokker F28 "Fellowship" ;
- 11 Douglas DC-9.

## Destinations
Itavia était d'abord spécialisée dans les vols intérieurs avant de desservir Genève, Munich, et d'autres villes encore.